# Río Desaguadero (Bolivie)
Pour les articles homonymes, voir Desaguadero (homonymie).
Le Río Desaguadero, au Pérou et en Bolivie, est le cours d'eau principal du bassin endoréique du lac Titicaca, qui lui donne naissance. Le lac décharge en effet en son lit l'excédent de ses eaux, qui de cette manière sont amenées au lac Poopó, où elles s'évaporent dans leur quasi-totalité.
Son cours long de 436 km, sert de frontière entre le Pérou et la Bolivie dans la section supérieure, la plus proche du lac Titicaca.
Sur ses rives, en territoire bolivien, ses eaux sont utilisées pour l'irrigation, malgré son contenu élevé en sels minéraux.
Dans la période précolombienne, il était connu sous les noms de Aullagas ou Chacamarca.
Le lit et la vallée de la rivière sont fort peu stables géologiquement, et le glissement ou l'effondrement de ses berges, dans la première partie de la rivière, à proximité du lac, est responsable des variations du niveau de ce dernier. En effet, dans la décennie des années 1990 on a retrouvé des ruines précolombiennes sur les rives des îles du lac, immergées donc construites à un niveau inférieur au niveau moyen actuel, ce qui prouve qu'autrefois le niveau du lac était inférieur.
La dernière élévation substantielle des eaux du lac Titicaca eut lieu au début des années 1980. À la suite de quoi, la Bolivie et le Pérou ont élaboré, avec l'appui de l'Union européenne, un plan directeur pour la gestion des ressources hydriques de l'ensemble du bassin. Dès lors, pour assurer la gestion des niveaux du lac, on a effectué différents travaux : construction de défenses riveraines, dragage du Río Desaguadero et construction de vannes au débouché du lac dans la rivière.

## Débit
Le lac Titicaca n'est pas la seule source d'alimentation du Desaguadero. En effet ce dernier reçoit tout au long de son parcours vers le lac Poopó une série d'affluents venus de la cordillère des Andes qui entourent son bassin et qui augmentent considérablement le débit de la rivière. Les mesures effectuées de 1960 à 1990 ont donné les débits suivants:
- à la sortie du lac Titicaca : 35 m3/s ;
- à Calacoto : 52 m3/s (avant le confluent avec le Río Mauri) ;
- à Ulloma : 77 m3/s :
- et à Chuquiña : 89 m3/s.

Si l'on prend en considération le fait que tout au long de son parcours, on soustrait du débit d'importantes quantités nécessaires à l'irrigation, on peut estimer qu'à peine un tiers des eaux du Desaguadero, à son débouché dans le lac Poopó, provient du lac Titicaca.
L'affluent le plus important du Río Desaguadero, est le Río Mauri.
L'apport continuel d'eau via ses affluents propres fait en sorte qu'au fur et à mesure qu'il progresse, le Río Desaguadero devient plus régulier. Ainsi, à sa naissance, il peut connaître un débit nul et même négatif. Par débit négatif, on entend une inversion du cours supérieur. En effet, en cas d'extrême baisse des eaux du Titicaca (sécheresse exceptionnelle), la pente étant nulle sur cette section, le courant s'inverse et le Desaguadero alimente le lac au lieu d'être alimenté par lui.